# Famille Franchet d'Esperey
La famille Franchet d'Esperey, ou Franchet d'Espèrey, est une famille subsistante d'ancienne bourgeoisie française, originaire du Forez, puis établie dans la Loire et à Lyon. Elle a formé trois branches subsistantes, dont seule la deuxième porte le nom complet Franchet d'Esperey, et les deux autres le seul nom Franchet. Cette famille compte parmi ses membres le maréchal de France Louis Franchet d'Espèrey (1856-1942), vainqueur sur le front d'Orient en 1918, issu de la branche cadette.

## Historique
La famille Franchet est originaire des environs de Boën. Elle a formé quatre branches, dont l'ainée, est éteinte, tandis que les trois branches puinées, établies au début du XVIIIe siècle à Montbrison, dans le Forez, puis à Lyon à la fin du même siècle, sont subsistantes.[réf. nécessaire]

## Liens de filiation entre les personnalités notoires
- François Franchet d'Esperey (1778-1864), préfet de La Congrégation (1809), membre des chevaliers de la Foi, directeur général de la police et conseiller d'État (1821). Il épouse Henriette Laure de Sainte-Luce-Oudaille.
  - Louis Charles Franchet d'Espèrey (1824-1890), lieutenant-colonel de cavalerie. Il épouse Marie Louise de Dion-Wandonne.
    - Louis Franchet d'Espèrey (1856-1942), général en chef des armées alliées sur le front d'Orient en 1918, maréchal de France (1921),  président de la société de Géographie (1931-1939), membre de l’Académie française (fauteuil 14, 1934-1935)
    - Alfred Franchet d'Espèrey (1865-1916), lieutenant-colonel. Il épouse Jeanne Grandsire.
      - Marcel Franchet d'Espèrey (1893-1934), capitaine[2]. Il épouse Chantal Serrigny.
        - François Franchet d'Espèrey (1924-1999), épouse Brigitte Blaize de Maisonneuve.
          - Patrice Franchet d'Espèrey (né en 1947), écrivain et écuyer français du Cadre noir de Saumur.

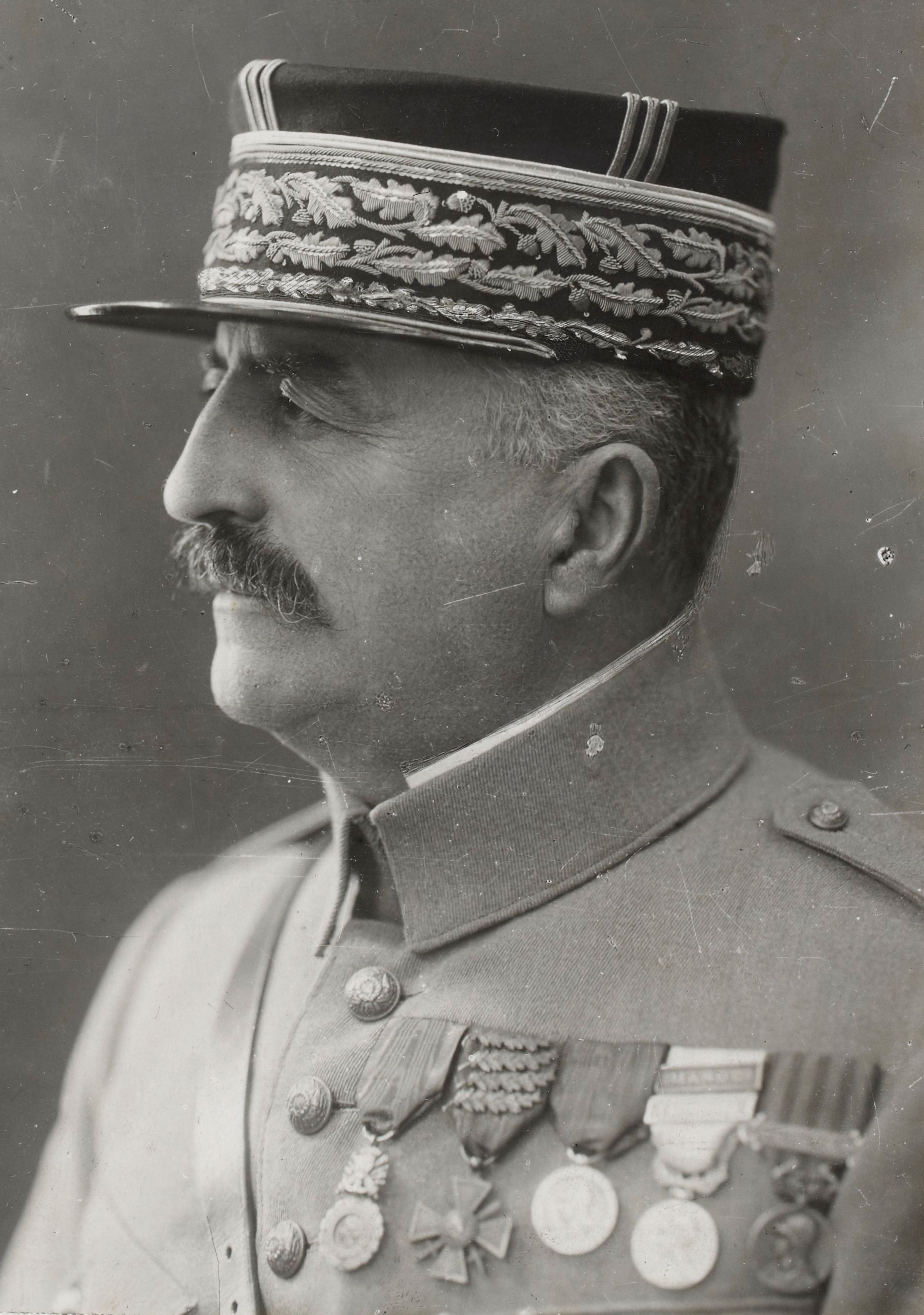
Louis Franchet d'Espèrey (1856-1942)
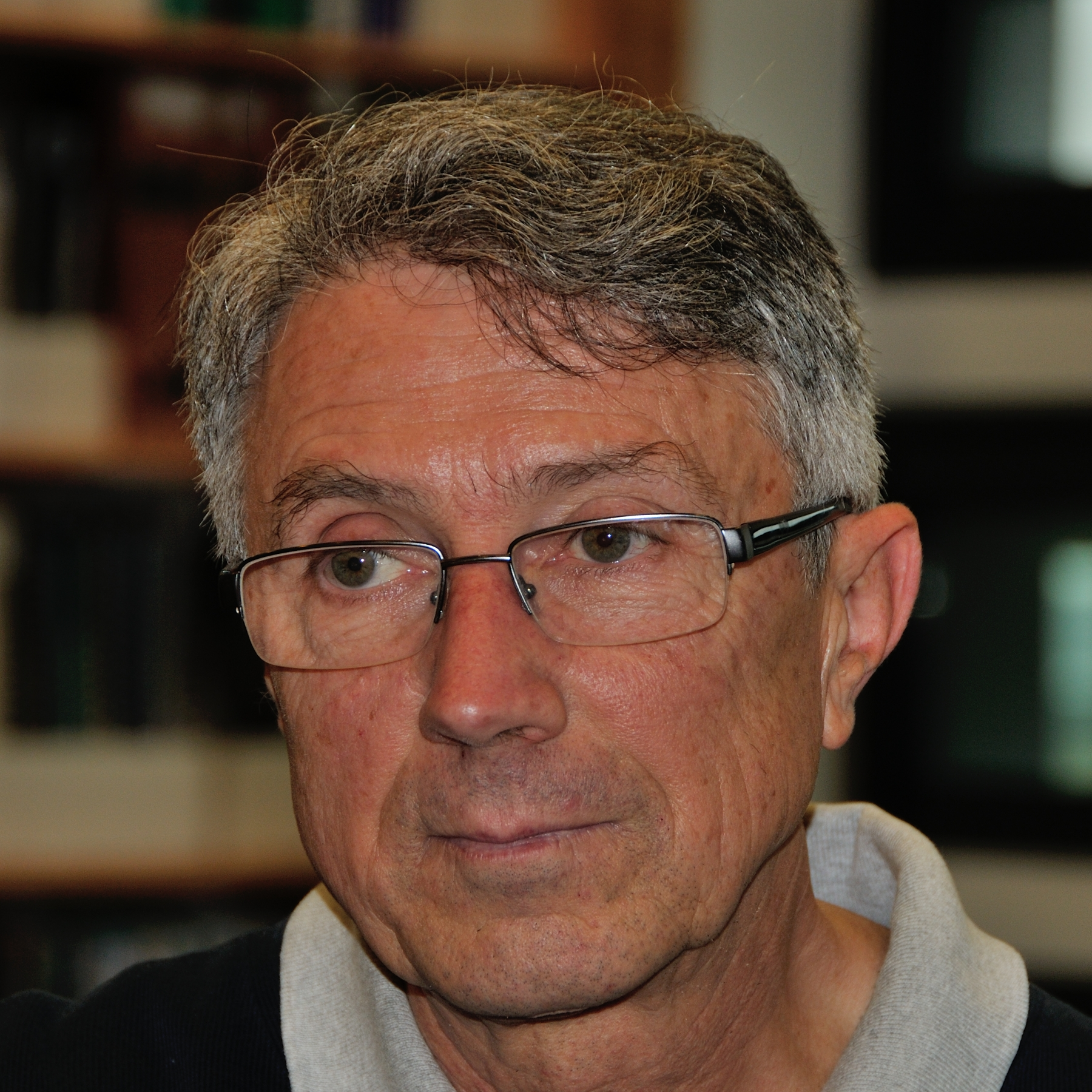
Patrice Franchet d'Espèrey (1947)

## Alliances
Les principales alliances de la famille Franchet d'Esperey sont : Coste, de Croismare, de Sainte-Luce-Oudaille, Carcano (1857), Desvernay (1885), Bégouen-Demeaux (1892), de Montigny, de Dion-Wandonne, Dumaine de La Josserie, de Carrère, Grandsire, Serrigny, Blaize de Maisonneuve, etc.

## Armes
- Armes anciennes : D'azur à un pélican dans son aire d'argent, surmonté en chef d'un soleil rayonnant d'or.[1] (Maurice Franchet, notaire à Montbrison, décédé en 1755)
- Armes modernes : Écartelé : aux 1 et 4 d'azur à une croix d'or cantonnée de quatre lionceaux rampants du même ; aux 2 et 3 d'azur au pélican dans son aire d'argent, surmonté en chef d'un soleil rayonnant d'or.[1]

## Postérité
- Avenue du Maréchal-Franchet-d'Espérey (sic) (une voie du 16e arrondissement de Paris) et autres lieux en France et à l'étranger baptisés du même nom
- Une promotion de l'école spéciale militaire de Saint-Cyr (1955-1957)[réf. nécessaire]